# Mariano Gaviola y Garcés
Mariano Gaviola (Dansalan, 15 agosto 1922 – 13 ottobre 1998) è stato un vescovo cattolico filippino.
È stato vescovo di Cabanatuan, vescovo dell'esercito filippino e arcivescovo di Lipa.

## Biografia
Mariano Gaviola y Garcés nacque il 15 agosto 1922 a Dansalan. 
Dopo aver completato la sua formazione sacerdotale, fu ordinato presbitero il 2 aprile 1949. L'8 marzo 1963 fu nominato primo vescovo della nuova Diocesi di Cabanatuan. Il nunzio apostolico delle Filippine, l'arcivescovo Salvatore Siino, lo consacrò vescovo il 4 giugno dello stesso anno; co-consacranti furono il vescovo di San Fernando, Emilio Cinense y Abera, e l'arcivescovo coadiutore di Nueva Segovia, Juan Sison. 
Ricoprì questo incarico fino alle sue dimissioni, presentate il 31 maggio 1967.
Il 2 marzo 1974 fu nominato vescovo dell'Ordinariato militare delle Filippine. Seguì la nomina ad arcivescovo di Lipa il 13 aprile 1981.
Negli anni '90, permise nuovamente la venerazione pubblica della statua di Nostra Signora di Lipa, Mediatrice di tutte le grazie, che fu vietata dall'amministratore apostolico e poi cardinale Rufino Jiao Santos.
Gaviola si ritirò dalla vita sacerdotale nel 1992, quando gli succedette l'arcivescovo Gaudencio Rosales.
Nel giugno 1994 concelebrò una Messa solenne in onore del beato Josemaría Escrivá.
Gaviola morì il 13 ottobre 1998, all'età di 76 anni.